# Jan Bertoft
Jan Bertoft, född 1957 i Stockholm, har under åren 2004-2024 varit generalsekreterare för Sveriges Konsumenter. Han är utbildad journalist och har arbetat med konsumentfrågor sedan 1987, bland annat som konsumentreporter för Göteborgs-Tidningen, presschef för Konsumentverket och chefredaktör för konsumenttidningen Råd & Rön. Senaste arbetet före pensionen var i den politiskt obundna, ideella organisationen Sveriges Konsumenter. 2008 blev han styrelseledamot i den europeiska konsumentorganisationen BEUC, där han ansvarade för strategiska hållbarhetsfrågor. Bertoft har skrivit åtskilliga debattartiklar, medverkat i media och skrivit bloggar
Bertoft är även författare och har publicerat kriminalromanerna ”Minnets slutna rum” och "Lögnens höga pris" 2019, "Hoppets sista ljus" 2021 och "Spelets mörka begär" 2024.